# Lysægthed
Lysægthed er et udtryk for om et materiales evne til at modstå sol og lyspåvirkning uden at falme. Lys kan nedsætte holdbarheden af malerier, billeder m.m.
I forbindelse med pastelkridt-farver til malerier bruges en målestok, som angives med krydser: + ikke så lysægte, ++ udmærket lysægte, +++ meget lysægte.
Det har stor betydning, når man skal beregne hvor lang holdbarheden er for et givent maleri eller billede. Det har også betydning for en beslutning om efterbehandling med f.eks. fiksativ.